# Continuité (fiction)
Pour les articles homonymes, voir Continuité.

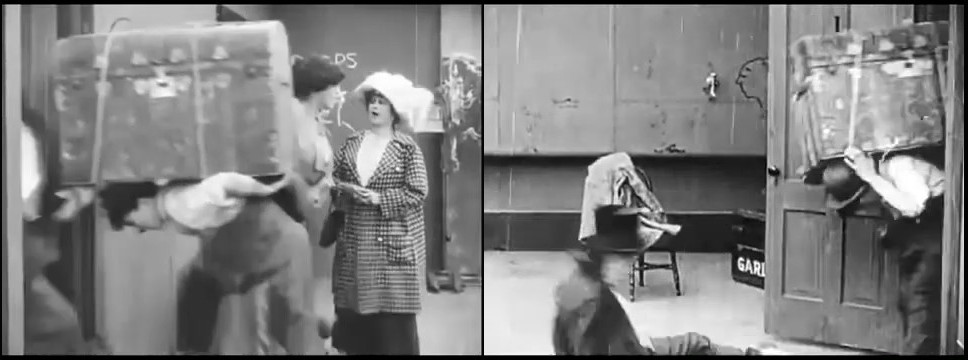
Erreur de continuité dans le film "Charlot garçon de théâtre"

En narratologie, la continuité est le principe de cohérence entre les différentes œuvres d'une même série ou cycle, ou d'un même univers de fiction.
Le même terme est aussi utilisé pour parler de la cohérence entre les plans et les séquences d'une œuvre audiovisuelle (film, série télévisée...). Lors d'un tournage, la vérification de la continuité fait partie des responsabilités principales du métier de scripte.